# Ареа Артиђанале Рупа (Горица)
Ареа Артиђанале Рупа је насеље у Италији у округу Горица, региону Фурланија-Јулијска крајина.
Према процени из 2011. у насељу је живело 12 становника. Насеље се налази на надморској висини од 58 м.